# Mullite
La mullite è un silicato di alluminio la cui genesi è legata al metamorfismo di una roccia argillosa per contatto con una massa ignea ad alta temperatura. Prende il nome dall'Isola di Mull (Scozia) dove è stata rinvenuta per la prima volta.
Lo stesso composto si ottiene durante la lavorazione delle ceramiche, per interazione tra i minerali argillosi, l'allumina e la silice a temperature superiori a 1400 °C.

## Utilizzo come catalizzatore
Recenti ricerche indicano che un analogo sintetico della mullite può essere un efficace sostituto del platino nel ridurre la quantità di sostanze inquinanti generato da motori diesel.